# Chromotruxalis liberta
Chromotruxalis liberta är en insektsart som först beskrevs av Burr 1902.  Chromotruxalis liberta ingår i släktet Chromotruxalis och familjen gräshoppor. Inga underarter finns listade i Catalogue of Life.